# Emily O'Reilly
Emily O'Reilly, född 1957 i Tullamore, är en irländsk författare, journalist och programledare, som blev Irlands Irlands första kvinnliga ombudsman år 2003, då hon efterträdde Kevin Murphy. Den 3 juli år 2013 utsågs hon till den nya europeiska ombudsmannen av Europaparlamentet. Hon omvaldes den 16 december 2014 för en mandatperiod på fem år. O'Reilly har studerat vid University College Dublin och Trinity College, Dublin, samt vid Harvarduniversitetet, där hon förärades ett Niemanstipendium i journalistik; se Nieman Fellowship (på engelska).

## Journalistik
O'Reilly började sin bana som journalist på 1970-talet. Hon hade bland annat anställningar i ledande ställning  på tidningarna The Irish Press and the Sunday Tribune, och var politisk kommentator på The Sunday Times och den politiska redaktören vid The Sunday Business Post.[källa behövs]
År 1998 blev hon chefredaktör för den irländska tidskriften Magill, men sade upp sig i september 1999, när tidskriftens systertidskrift, In Dublin, förbjöds av den irländska censuren för "obscent innehåll" efter att ha infört annonser för "hälsoinrättningar" som senare visade sig vara förtäckta annonser för bordeller och prostitutionstjänster. (Utgivningsförbudet upphävdes senare av Irlands högsta domstol.)
O'Reilly har också varit programledare för Raidió Teilifís Éireann (RTÉ) och för en:Today FM.[källa behövs]

## Irländsk ombudsman
Den 1 juni 2003 utnämndes O'Reilly formellt till Irlands Ombudsman och Information Commissioner (ungefär informationsombudsman). Om ämbetstiteln har hon sagt: "Jag kommer att vara en ombudskvinna (an ombudswoman), men båda varianterna går bra att använda."
From 2007 O'Reilly was also appointed Commissioner for Environmental Information under the Access to Information on the Environment Regulations (S.I. No. 133 of 2007). [Detta torde ha motiverats av implementationen av EU:s en:Freedom of access to information Directive.]
Hon lämnade dessa befattningar och ersattes av Peter Tyndall i december 2013, i samband med att hon tillträdde posten som europeisk ombudsman
.

## Irländska offentliga organs öppenhet och ansvarighet
I ett tal som hölls i Dublin den 20 juni 2006 till det irländska Institutet för offentlig administration (the Institute of Public Administration) kritiserade O'Reilly "vissa tjänsteleverantörer, både allmänna och privata" för att avveckla den personliga direktkontakten med allmänheten, genom att i stället anlita teletjänstcentraler och Internet. Hon nämnde i sammanhanget de irländska skattemyndigheterna och påpekade att en stor andel av dessa organs klienter "inte har tillgång till webben", så att nivån av personlig kontakt därför är bristfällig.  Hon tyckte också att allmänhetens tillgång till information under den då rådande irländska offentlighetslagstiftningen (Freedom of Information Act från 1997, med vissa inskränkningar gjorda år 2003) hade "inskränkts orimligt mycket", ofta för att skydda särintressen, som exempelvis skolors resultat. Hon tillrådde att lagstiftningen skulle utvidgas till att omfatta ett antal offentliga organ som tidigare undantagits från lagen, inklusive den irländska polismyndighetenGarda Síochána, den irländska centralbanken och organisationen National Asset Management Agency och tyckte att de avgifter som togs ut utgjorde ett ytterligare hinder för tillgängligheten.

## Europeisk ombudsman
Våren 2013 annonserade den dåvarande europeiska ombudsmannen Nikiforos Diamandouros att han skulle avgå redan till hösten. När Europaparlamentet den 2 juli skulle rösta om ny europeisk ombudsman för återstoden av Diamandouros mandatperiod, hoppades Emily O'Reilly att i första röstomgången hamna främst bland de kandidater som inte var EUparlamentariker. Det lyckades hon med, men hon kom dessutom jämsides med Ria Oomen-Ruijten från EPP, den största partigruppen i EUparlamentet. O'Reilly förklarade för en journalist att hon torde ha haft nytta av att vara den enda kandidaten med erfarenhet som nationell parlamentarisk ombudsman, och att hon också därmed hade deltagit i EU:s nätverk för ombudsmän och blivit rätt insatt även i europeiska ombudsmannens arbete. I tredje och sista röstomgången mellan enbart O'Reilly och Oomen-Ruijten morgonen därpå vann O'Reilly med 56,5% av rösterna.

## Utmärkelser
O'Reilly har två gånger utnämnts till juris hedersdoktor: Dels i december 2008, av National University of Ireland, som erkänsla för hennes bidrag till public service och arbete för de mänskliga rättigheterna, och dels år 2014 av University College Dublin för hennes decennielånga arbete som Irlands ombudsman.
Under hennes tid som journalist tilldelades hon också utmärkelserna Woman Journalist of the Year (Årets kvinnliga journalist) år 1988 och Journalist of the Year (Årets journalist) år 1994.